# Bad Krozingen
Bad Krozingen er en kurby i Landkreis Breisgau-Hochschwarzwald i den tyske delstat i Baden-Württemberg.

## Geografi
Bad Krozingen ligger i regionen Breisgau, omkring 15 km fra Freiburg im Breisgau og 45 km fra Basel, danner sammen med Staufen im Breisgau et lokalt center. Bad Krozingen ligger i det såkaldte Markgräflerland (markgrevernes land), og er omgivet af majsmarker. Gennem byen løber den lille flod Neumagen, der i byen munder ud i Möhlin, som i senere munder ud i Rhinen i Breisach.

### Nabokommuner
Bad Krozingens nabokommunerer (med uret fra nord): Breisach am Rhein, bydelen Munzingen i Freiburg im Breisgau, Schallstadt, Ehrenkirchen, Staufen, Heitersheim, Eschbach og Hartheim.

### Inddeling
Til Bad Krozingen hører de tidligere selvstændige kommuner Biengen, Hausen an der Möhlin, Schlatt og Tunsel, der alle har folkevalgte bydelsråd. 

- Til Bad Krozingen hører bydelene Kems og Oberkrozingen.
- Biengen er kendt tilbage til åt 770, og til den bebyggelserne Dottighofen (og Burg Dottighofen) og Innighofen. Biengen blev indlemmet i Bad Krozingen i 1971.
- Hausen an der Möhlin nævntes første gang i 1147. Den blev indlemmet i Bad Krozingen i 1973.
- Schlatt nævntes første gang i 1130, og blev indlemmet i Bad Krozingen i 1973.
- Tunsel nævntes første gang i 852 eller 860. I Tunsel ligger Burg Tunsel, og bebyggelserne Schmidhofen, Burghöfe og Muttikofen. Tunsel blev indlemmet i Bad Krozingen i 1974.

Tidligere forbundspræsident (1974–1979) Walter Scheel (født 1919), har siden 2008 boet i Bad Krozingen.